# Suvalkija
Die Suvalkija (auch Sūduva in Rückgriff auf den Stamm der Sudauer) ist eine der vier bzw. fünf ethnographischen Regionen Litauens.
Von 1994 bis 2010 war Suvalkija auf den Verwaltungsbezirk Marijampolė und einen Teil des Verwaltungsbezirks Alytus aufgeteilt. Bis zum Ersten Weltkrieg zählte man zu Suvalkiija auch die Gebiete um die namensgebende Stadt Suwałki, heute Polen.
Die Suvalkija ist aufgrund vergleichsweise guter Böden eine stark landwirtschaftlich geprägte Region.
Der in dieser Gegend gesprochene litauische Dialekt bildet die Grundlage für die moderne litauische Sprache.